# Luo Guanzhong

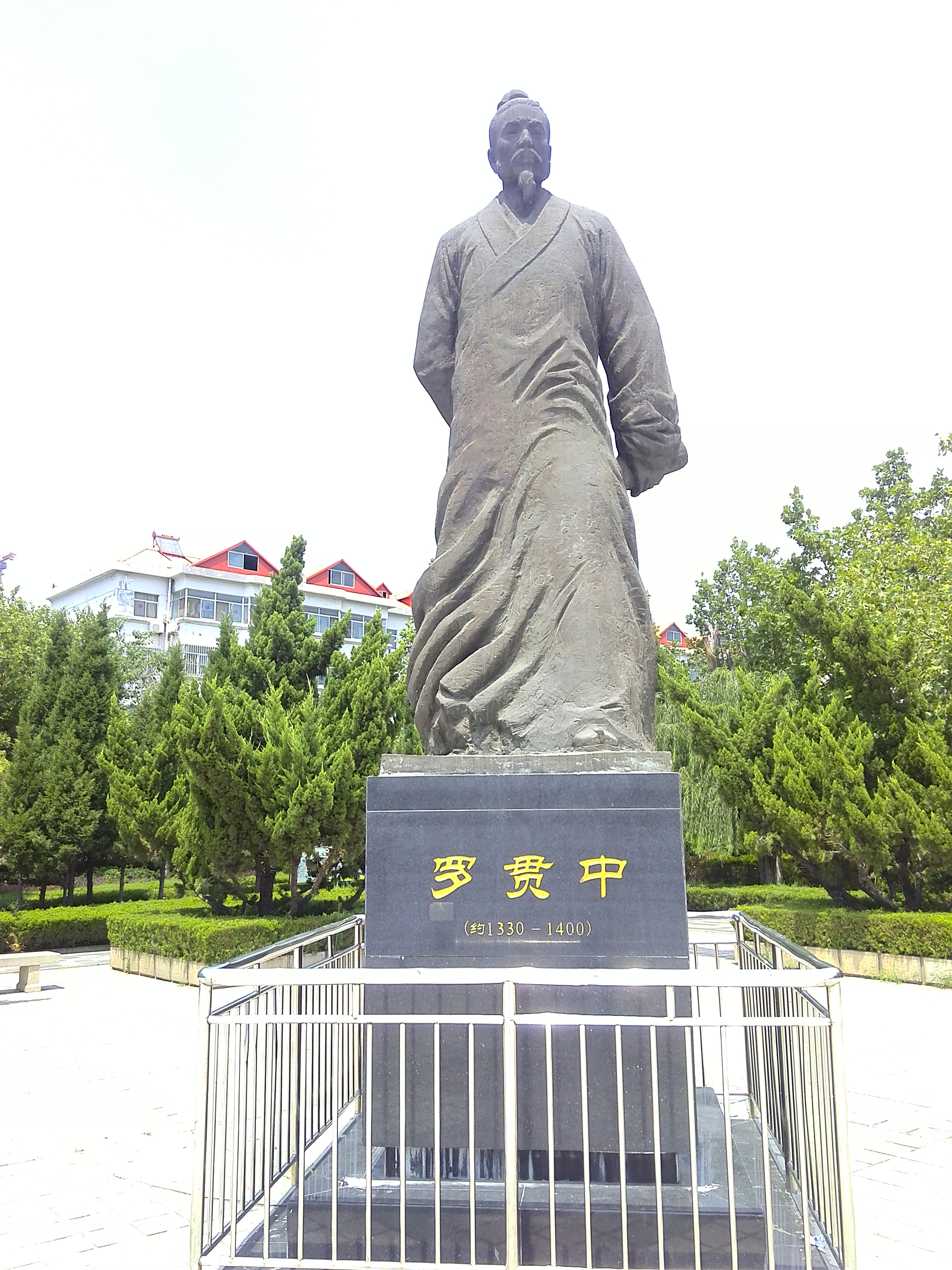
Die Luo Guanzhong-Statue auf dem Pinghu-Square (平湖广场) in Dongping (2017)

Luo Guanzhong (chinesisch 羅貫中 / 罗贯中, Pinyin Luó Guànzhōng, geboren als Luo Ben 羅本 / 罗本,  Luó Běn; * um 1330 in Taiyuan oder Qiantang; † vermutlich um 1400 in Qiantang) war ein chinesischer Schriftsteller, dem Die Geschichte der Drei Reiche sowie die Herausgabe von Die Räuber vom Liang-Schan-Moor zugeschrieben wird. Es handelt sich dabei um zwei der bedeutendsten Abenteuer-Epen der chinesischen Literatur.

## Leben
Über das Leben von Luo Guanzhong ist fast nichts bekannt. Aus den Aufzeichnungen von Jia Zhongming (賈仲明 / 贾仲明), der ihn im Jahre 1364 getroffen hat, weiß man, dass er am Ende der Yuan-Dynastie und in der frühen Ming-Dynastie gelebt haben muss. Er soll aus Taiyuan stammen, einige Literaturhistoriker bezweifeln das jedoch, und vermuten unter anderem Hangzhou und Jiangnan als seine Heimat. Laut Meng Fanren (孟繁仁) taucht Luo Guanzhong im Stammbaum der Familie Luo auf. Dann wäre sehr wahrscheinlich, dass seine Heimatstadt Taiyuan ist.
Neuere Forschungen haben ergeben, dass sein Geburtsdatum wohl zwischen 1315 und 1318 liegt.
Literaturhistoriker sind sich nicht sicher, ob Shi Nai’an und Luo Guanzhong dieselbe Person sind, oder ob der Name vom Herausgeber von Die Räuber vom Liang-Schan-Moor als Pseudonym benutzt wurde, um nicht mit regierungskritischen Motiven seiner Arbeit in Verbindung gebracht zu werden.

## Werke
Es wird vermutet, dass die Erzählungen, die den Kern von Die Geschichte der Drei Reiche und Die Räuber von Liang-Schan-Moor bilden, von mehreren Erzählern unabhängig entwickelt wurden. Shi Nai’an gilt als der erste, der die Räuber als Gesamtwerk zusammengestellt hat. Luo Guanzhong brachte das Buch in die aus hundert Kapiteln bestehende Form. Luo Guanzhong gilt gemeinhin als Autor von Die Geschichte der Drei Reiche, Shi Naian wird jedoch vereinzelt auch als Herausgeber vermutet.
Sansui Pingyao Zhuan (三遂平妖傳 / 三遂平妖传), kurz auch bekannt als Pingyao Zhuan (平妖傳 / 平妖传), ist eine Gespenstergeschichte in zwanzig Kapiteln, die Luo Guanzhong zugeschrieben wird. Sie entstand aus Geschichten über einen Aufstand gegen Ende der nördlichen Song-Dynastie. Später wurde sie von Feng Menglong (馮夢龍 / 冯梦龙) auf 40 Kapitel erweitert.
Can Tang Wudai Shi Yanyi (殘唐五代史演義 / 残唐五代史演义) berichtet vom Ende der Tang-Dynastie und von der folgenden Fünf Dynastien und Zehn Reiche. Es handelt sich um eine Zusammenstellung von Erzählungen über die Rebellion von Zhu Wen.

## Bibliographie
- Die Geschichte der Drei Reiche (三國演義 / 三国演义,  Sānguó Yǎnyì)
- Die Räuber vom Liang-Schan-Moor (水滸傳 / 水浒传,  Shuǐhǔ Zhuàn), nach heutiger Forschung umstritten
- Sansui Pingyao Zhuan (三遂平妖傳 / 三遂平妖传)
- Can Tang Wudai Shi Yanyi (殘唐五代史演義 / 残唐五代史演义)
- Fenzhuang Luo (粉妝樓 / 粉妆楼)
- Sui Tang Zhichuan (隋唐志傳 / 隋唐志传)[3], nach heutiger Forschung Original verschollen
- Sui Tang Liangchao Zhichuan (隋唐兩朝志傳 / 隋唐两朝志传), revidierte Edition des Sui Tang Zhichuan